# Església de Sant Romà de les Bons
Església de Sant Serni de Nagol är en kyrka belägen i byn Les Bons i orten Encamp mitt i Andorra.

## Kyrkobyggnaden
Kyrkan är invigd år 1164 och består av ett rektangulärt långhus med en halvrund absid i öster och en klockstapel i väster. Långhusets och absidens tak är täckta med skifferplattor. Väster om kyrkan finns en veranda som troligen har tillkommit på 1500-talet eller 1600-talet.

## Bildgalleri

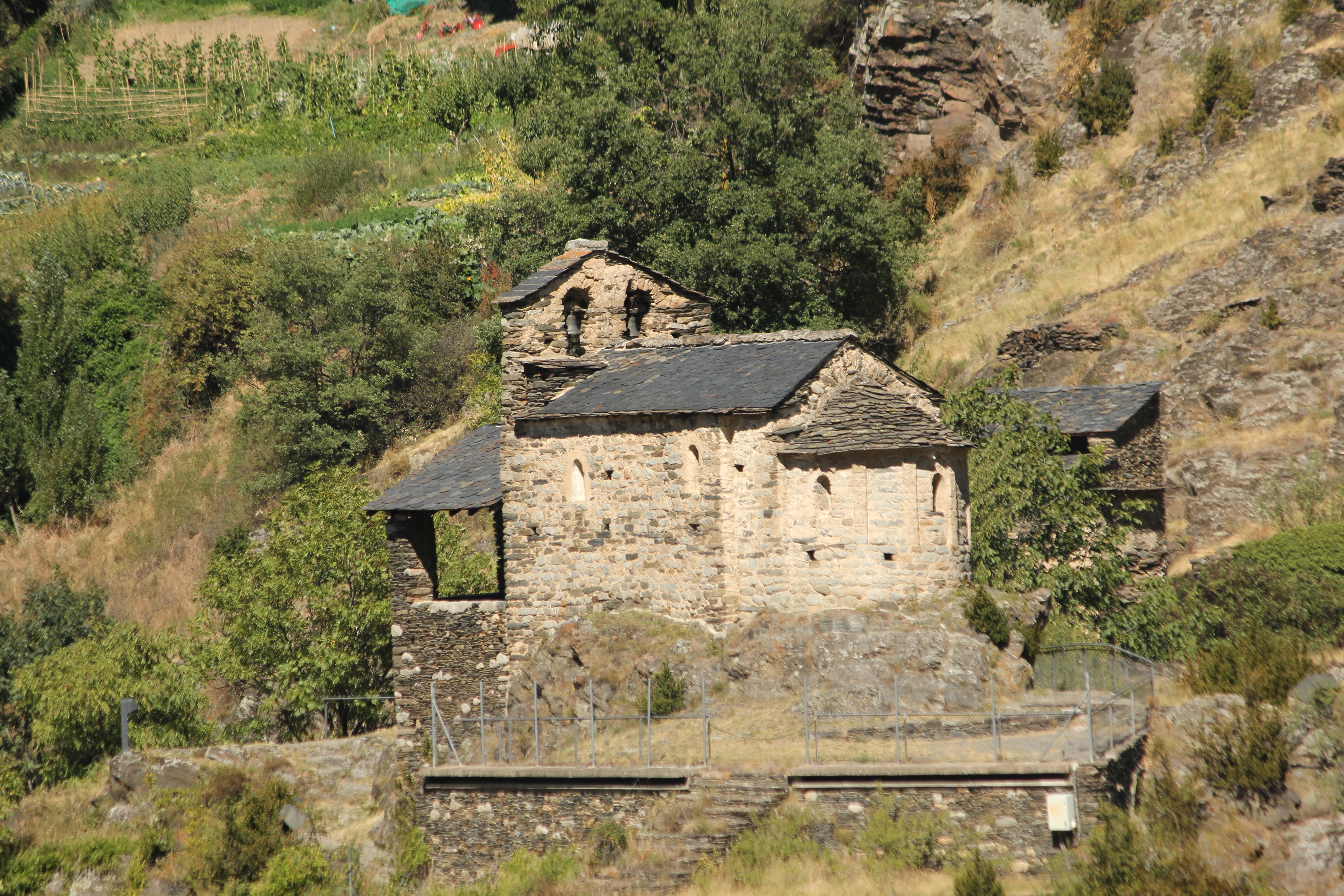
Kyrkan från sydost
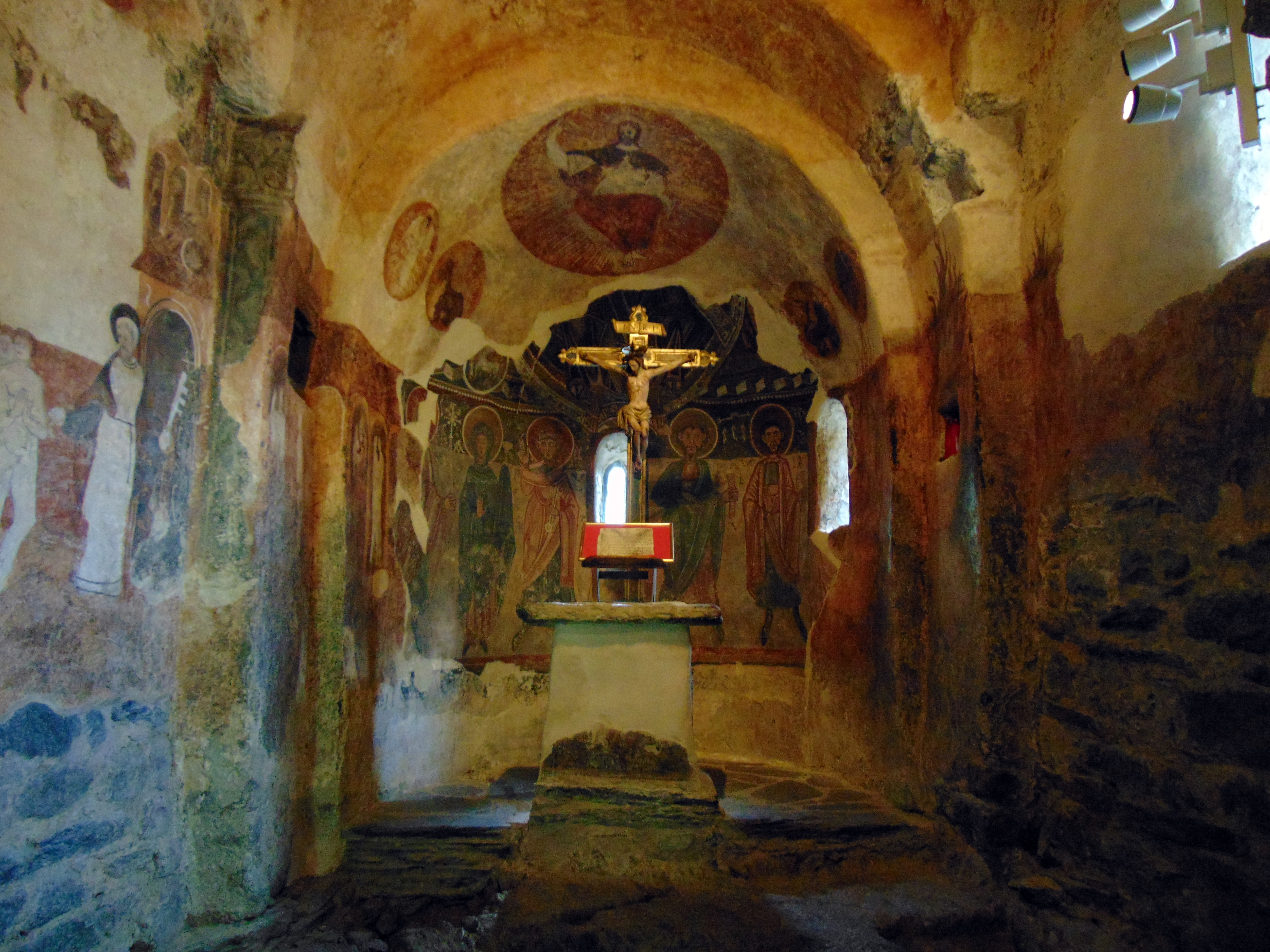
Kyrkorum
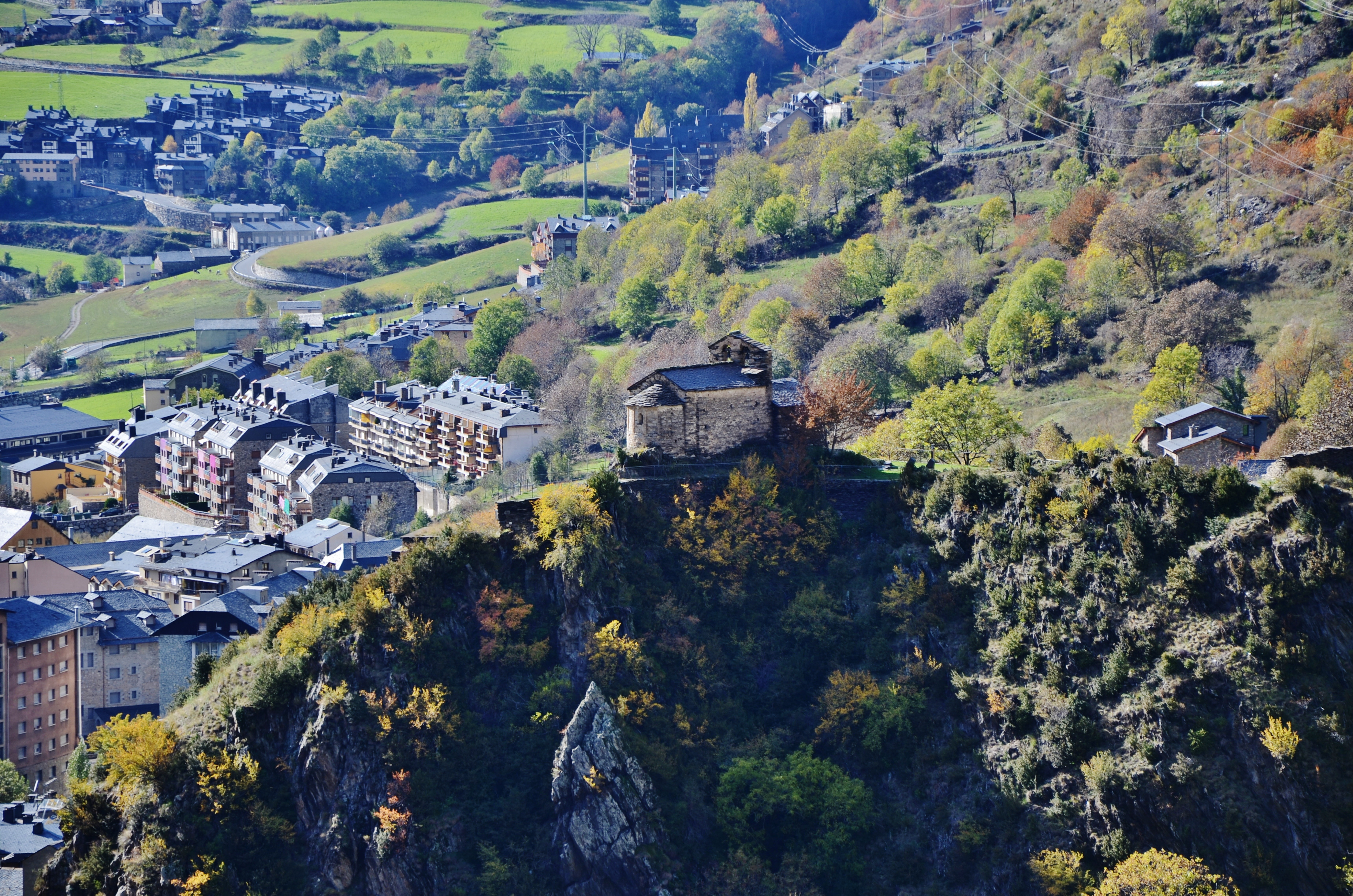
Vy över trakten